# دانشگاه اروپای مرکزی
دانشگاه اروپای مرکزی (به انگلیسی: Central European University با نام اختصاری CEU) دانشگاهی آمریکایی-مجاری است که در بوداپست و وین پردیس دارد. فعالیت آموزشی اصلی این دانشگاه روی علوم اجتماعی و علوم انسانی با تمرکز اصلی در زمینه جامعهٔ آزاد و دموکراسی است.
وزارت علوم ایران مدرک تحصیلی این دانشگاه را به رسمیت نمی‌شناسد.

## تاریخچه
این دانشگاه توسط جرج سوروس، نیکوکار مجار-آمریکایی بنیان گذاشته‌شد. او با اهدای ۸۸۰ میلیون دلار به این دانشگاه، آن را به یکی از ثروتمندترین دانشگاه‌های اروپا تبدیل کرده‌است.
این دانشگاه در دسامبر ۲۰۱۸ پس از این که دولت مجارستان توافقنامه اجازه فعالیت این دانشگاه را تمدید نکرد، به وین نقل مکان کرد.